# Каланча
Каланча́ — наблюдательная башня при пожарной (полицейской) части. Устаревшее значение — дозорная (оборонительная), сторожевая башня. Слово заимствовано из тюркских языков (*kala(n)ѕa от турецкого kale «крепость»).

## Оборонительные каланчи
В русском языке каланчами первоначально назывались турецкие оборонительные башни; в XIX веке слово применялось и в отношении кавказских сторожевых башен.
Наиболее известны в истории две каланчи на противоположных берегах Дона на подходах к крепости Азов. Башни были выстроены турками в 1640-х гг. после изгнания донских казаков из Азова. 14 июля 1695 казачьи части российской армии взяли каланчи приступом, но турки удержали саму крепость и Петру пришлось отступить на зимние квартиры. На следующий год Азов был взят русскими войсками 19 июля 1696 (см. Азовские походы Петра I). Во второй раз азовские каланчи захватил фельдмаршал Миних 20 марта 1736, причём одна из башен сдалась без боя.

## Пожарные каланчи
Пожарные каланчи в российских городах активно строились с начала XIX века, после выхода указа Александра I «О сложении с обывателей Москвы повинности ставить пожарных служителей и об учреждении в оной пожарной команды» (31 мая 1804). Как правило, каланчи венчали двух-трёхэтажные здания полицейских участков, при которых были организованы пожарные части. Помимо дозорной службы, каланчи использовались для сигнализации — вывешенные на каланче кожаные сигнальные шары в дневное время или фонари в ночное оповещали соседние пожарные части о размерах и месте возникновения пожара.

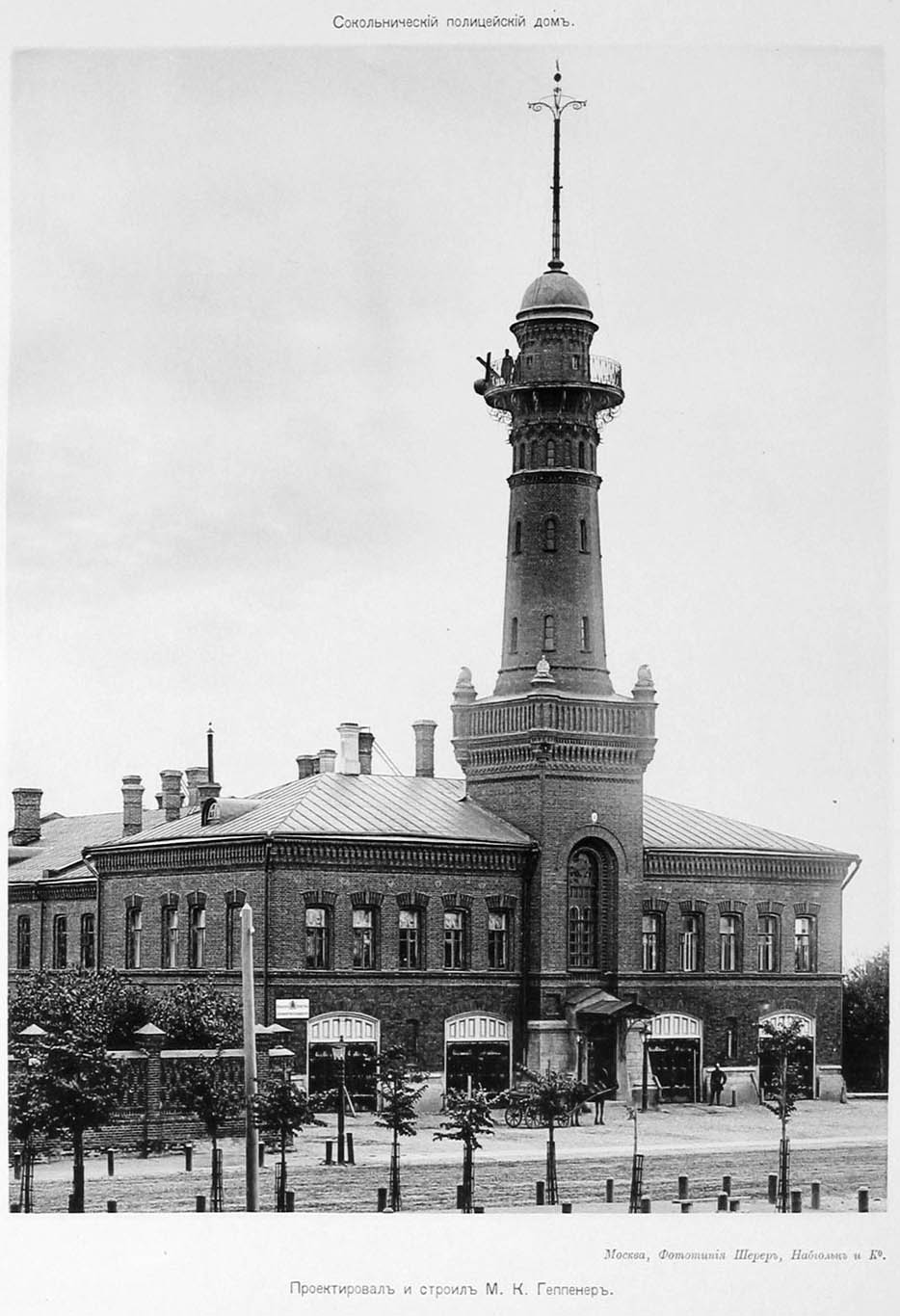
Москва, Сокольническая пожарная каланча, 1884, арх. М. К. Геппенер
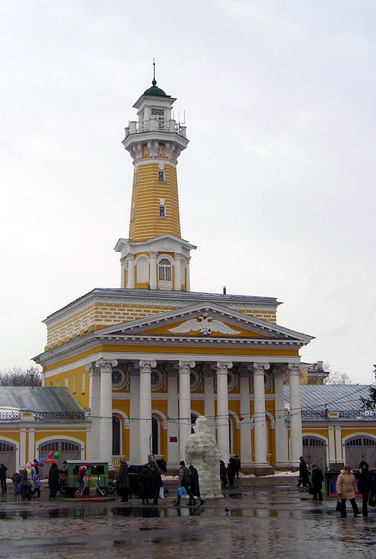
Кострома, 1823-1827, арх. И. Фурсов. См. Пожарная каланча (Кострома)
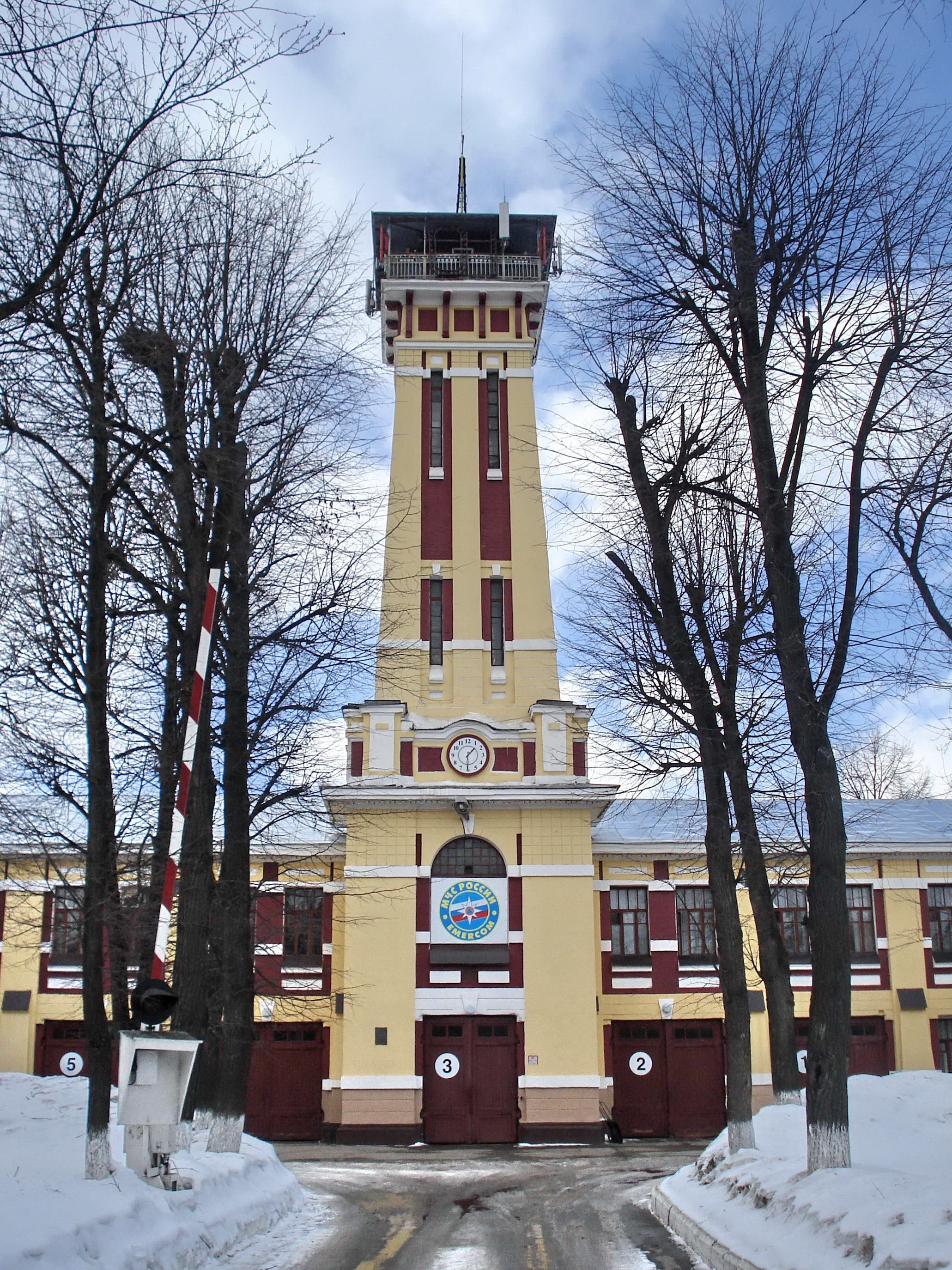
Ярославль, Красная площадь
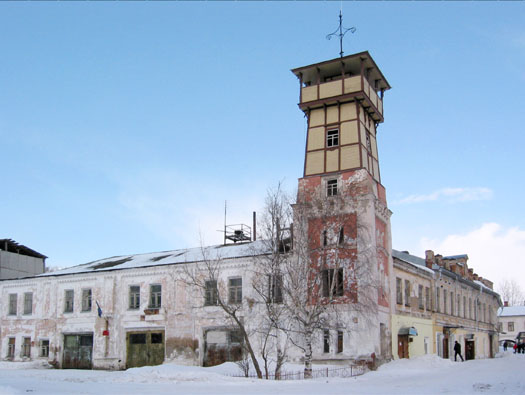
Каланча в бывш. городе Романове (ныне Тутаев)
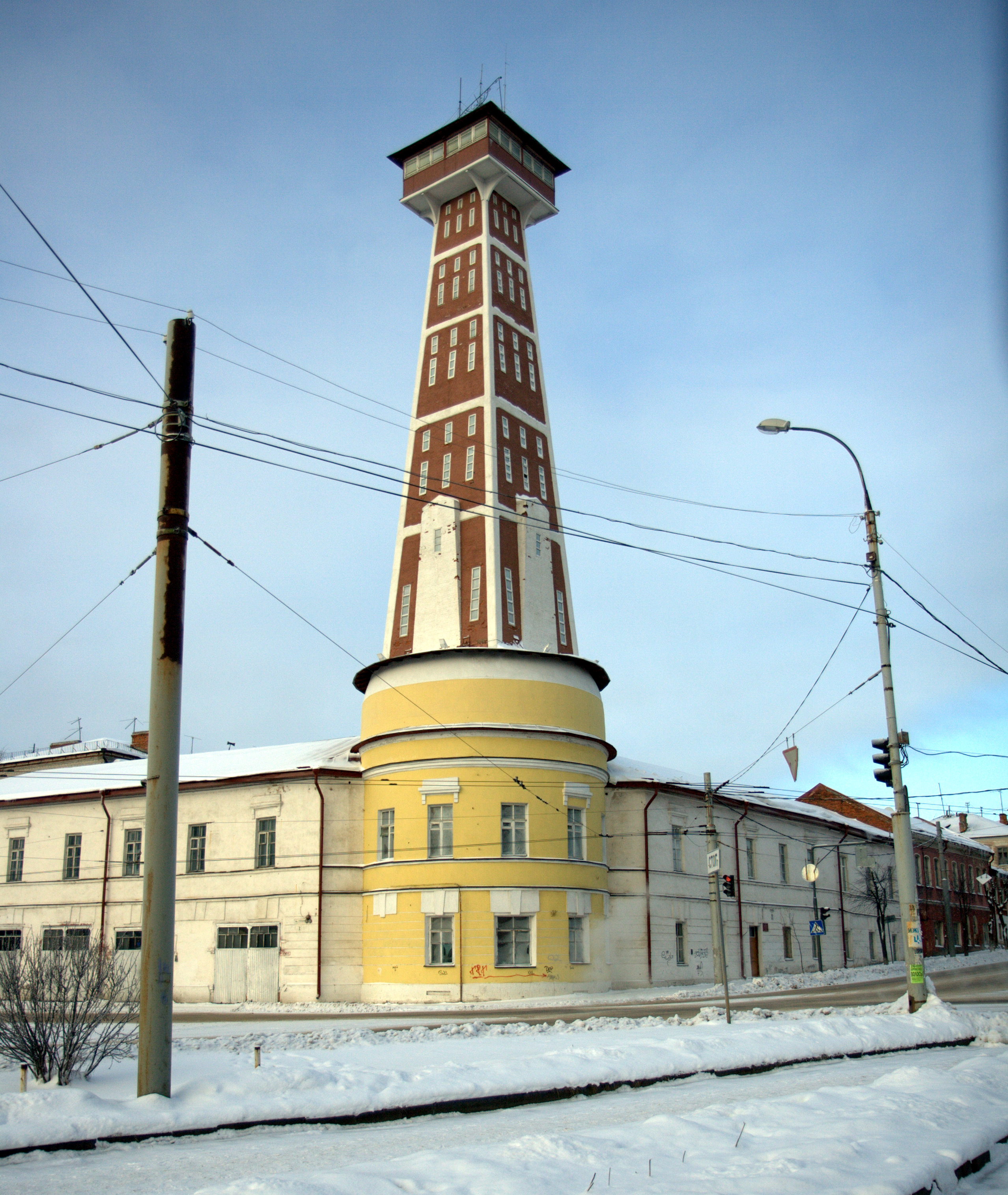
Рыбинск, 1912. См. Пожарная каланча (Рыбинск)
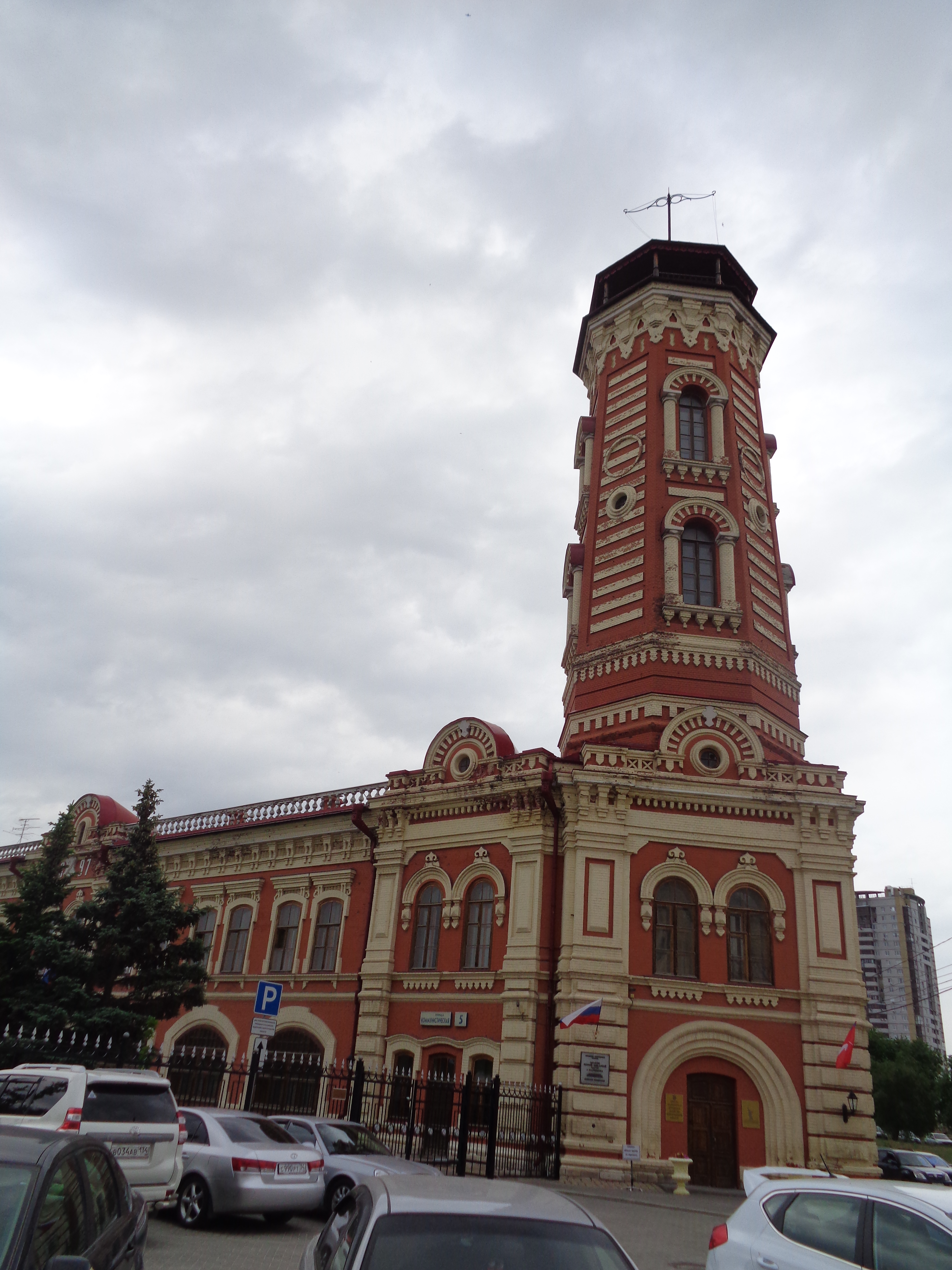
Здание Царицынской пожарной команды
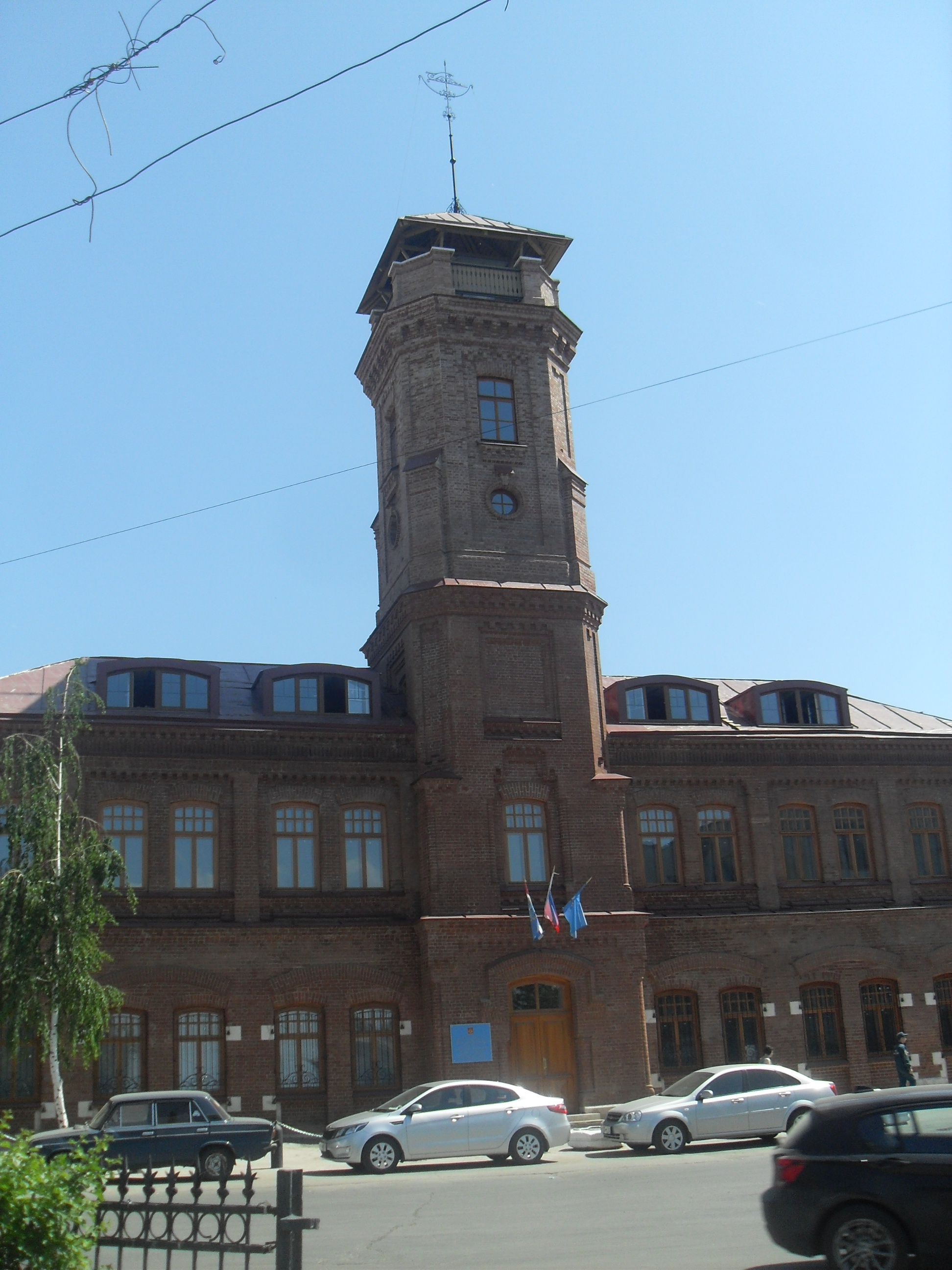
Пожарная каланча г. Самара
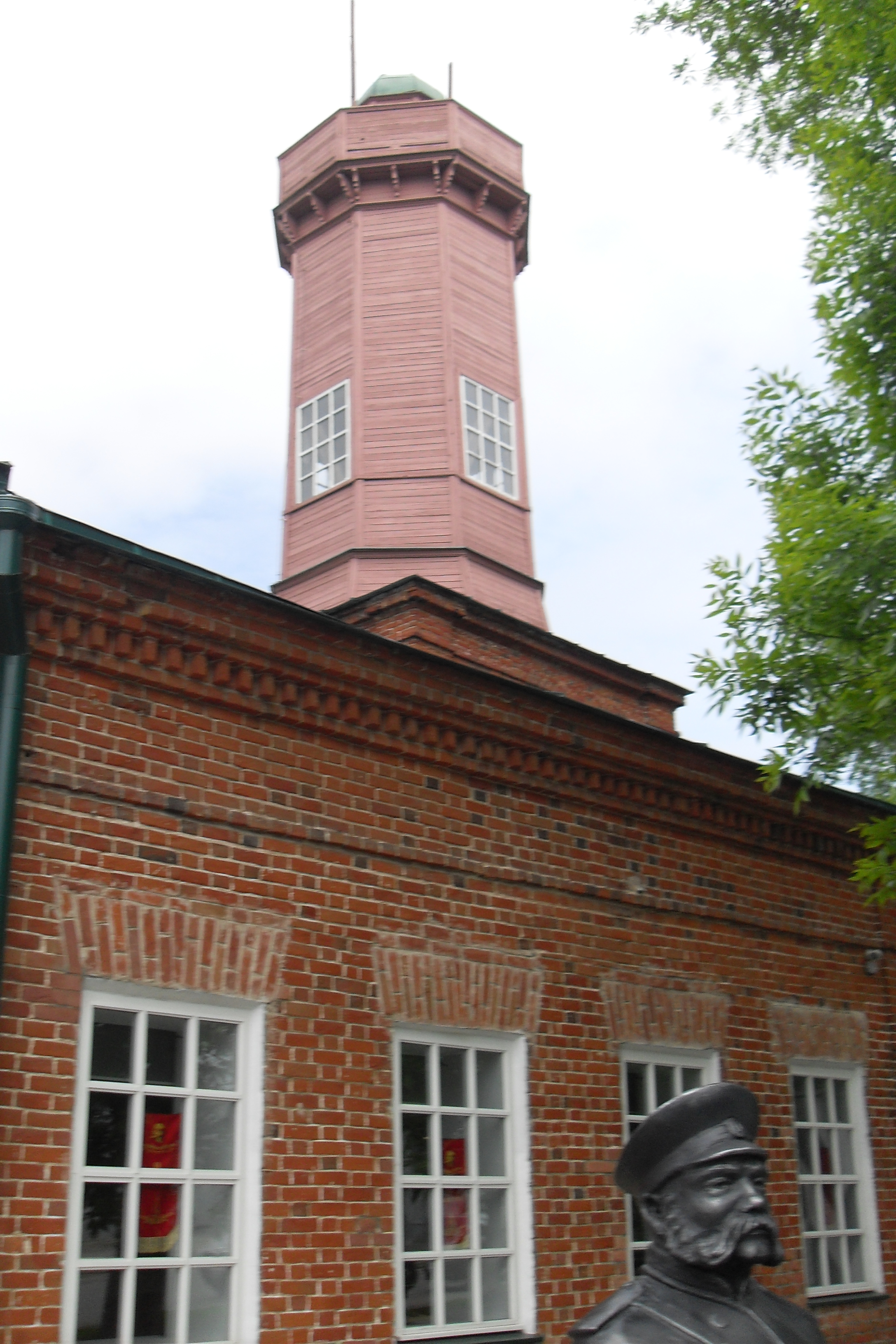
Пожарная каланча г. Ульяновск
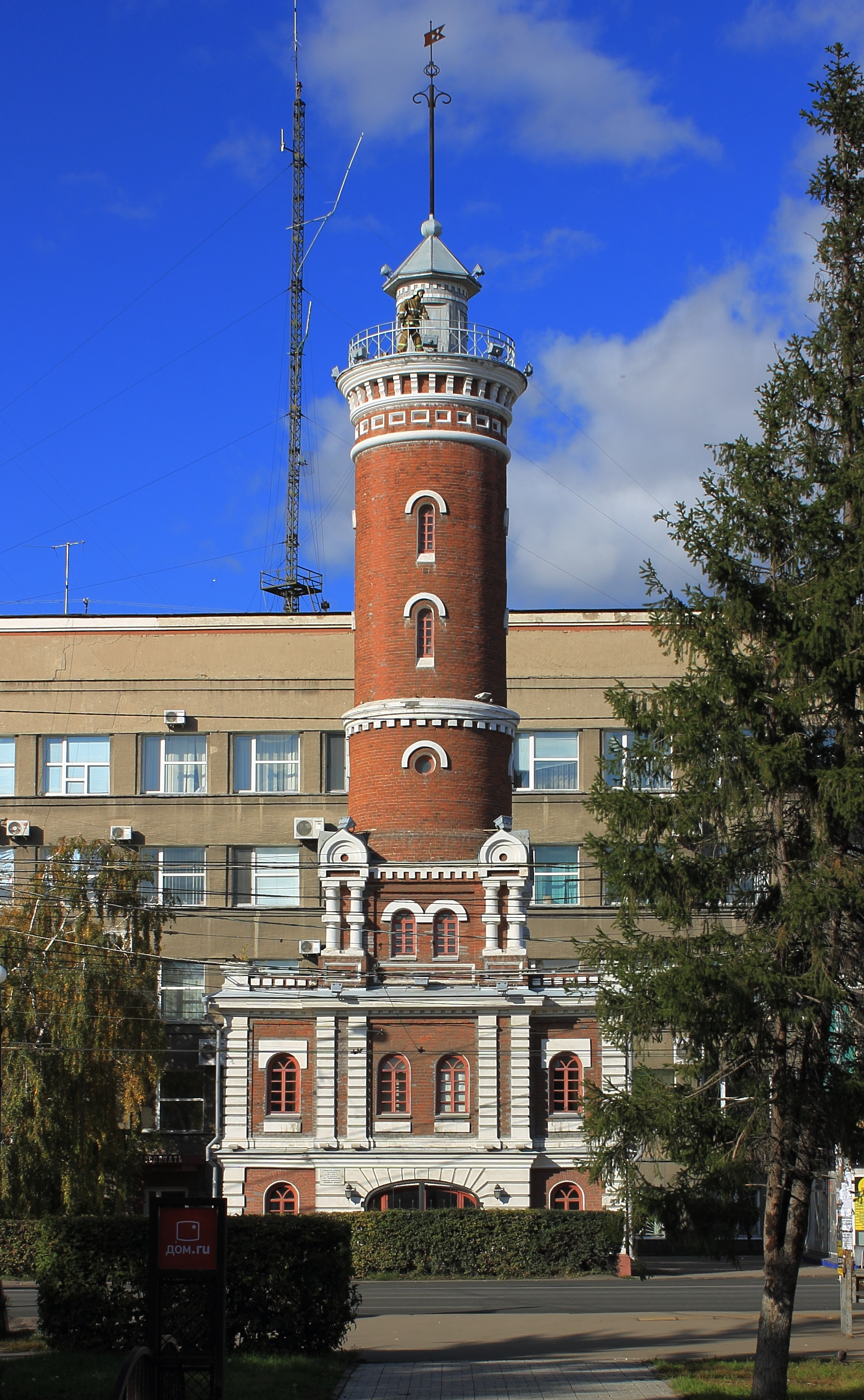
пожарная каланча г. Омск
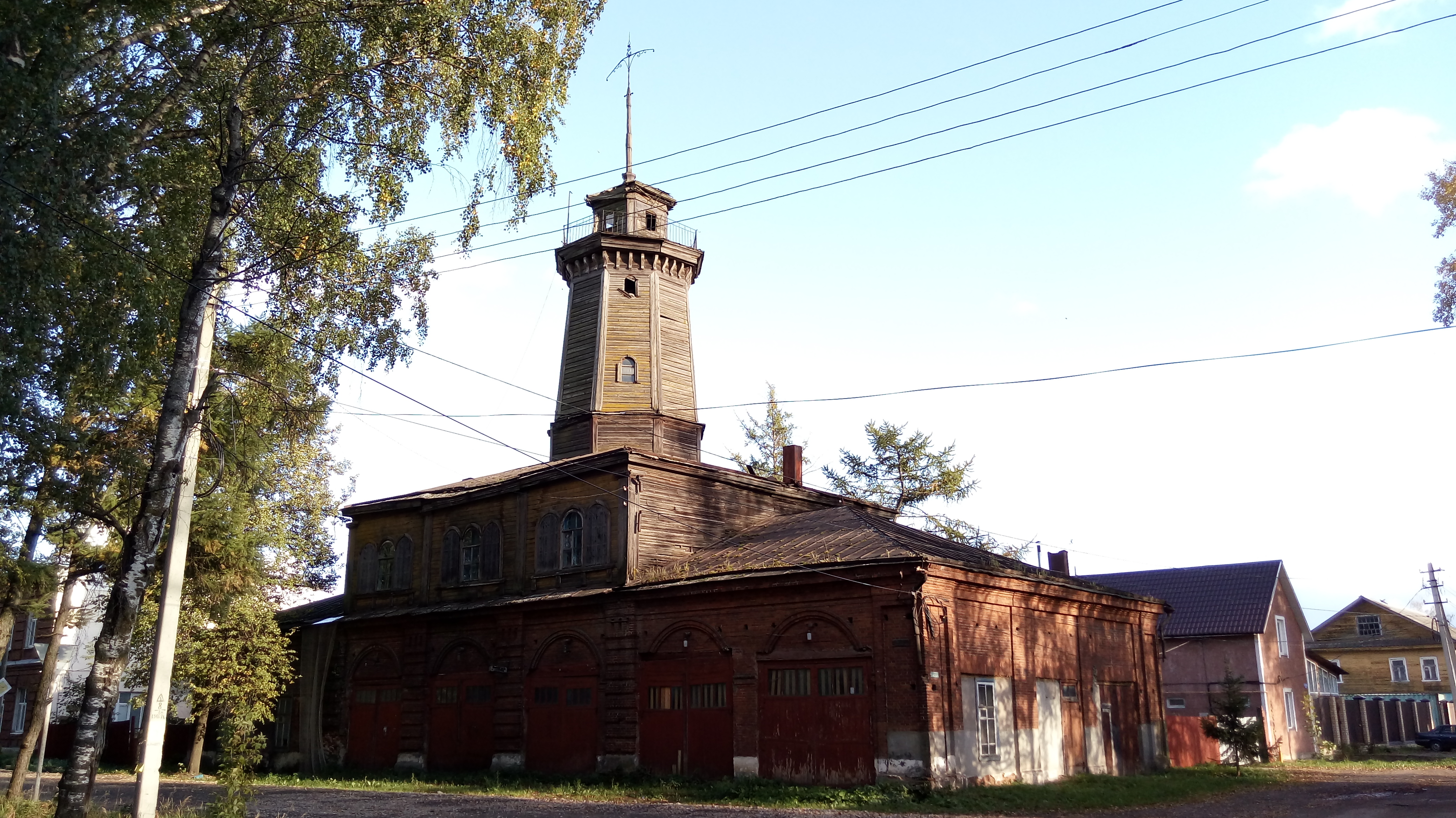
Пожарная каланча г. Осташков
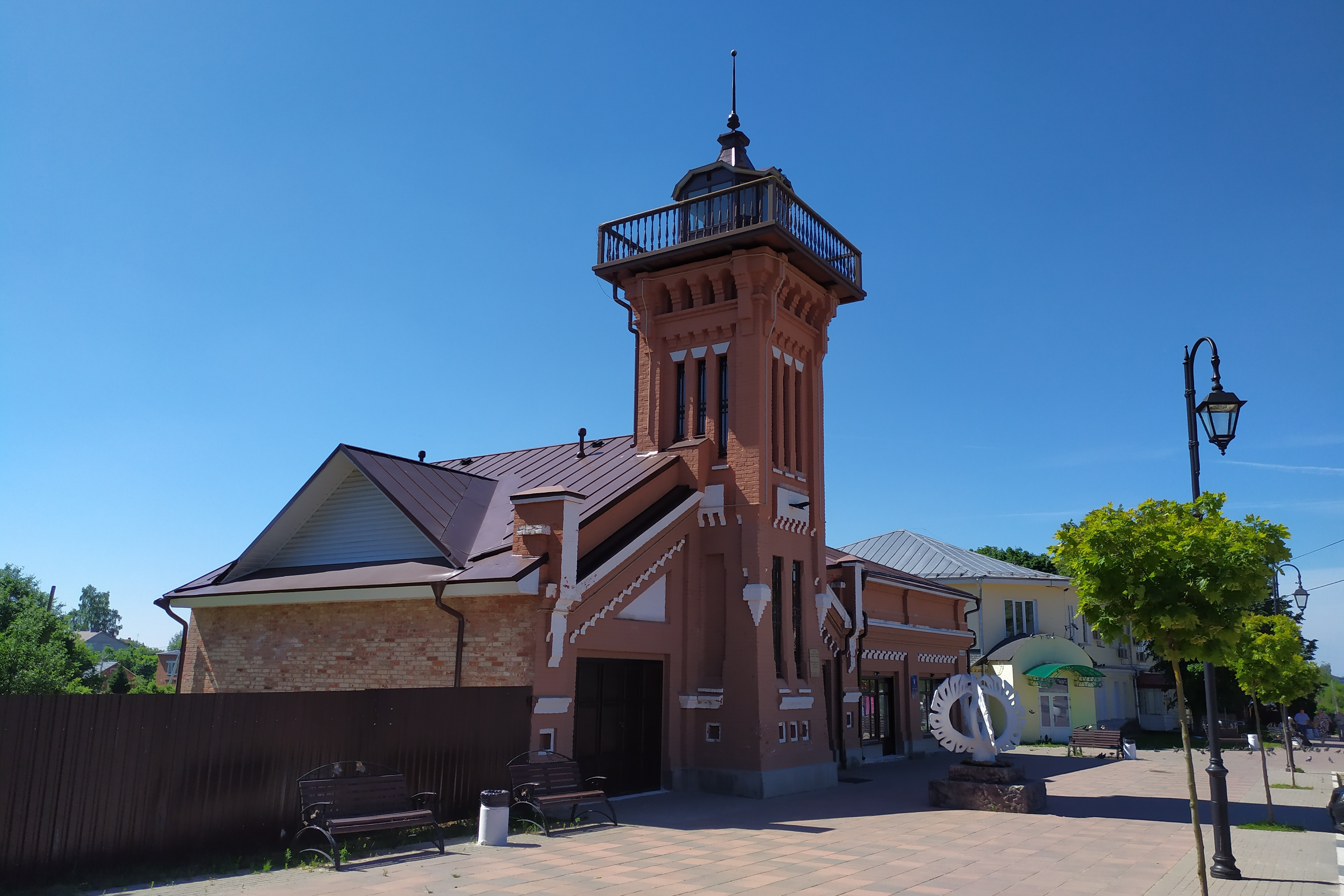
Пожарная каланча, Талдом
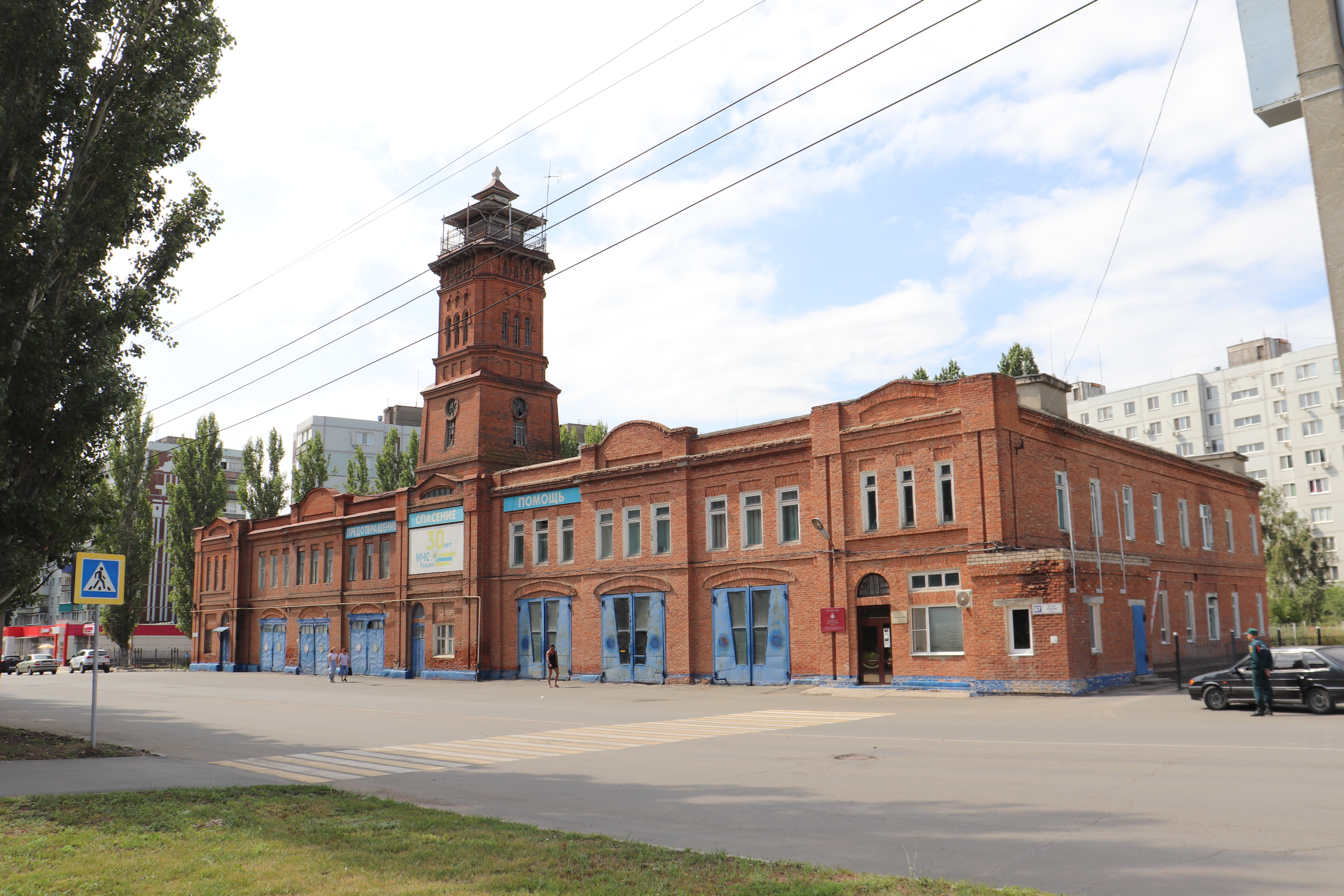
Здание пожарной части Балаково с каланчой

Исторические каланчи также сохранились в городах Костроме, Галиче, Рыбинске, Балакове, Сердобске, Угличе, Ярославле, Трубчевске, Ульяновске, Волгограде, Самаре, Осташкове и др. Имеет каланчу Музей пожарной охраны в Санкт-Петербурге. В Самаре и Ульяновске в здании пожарной каланчи созданы профильные музеи.
Пожарные каланчи в больших городах СССР строились до 1930-х годов, когда повышение этажности застройки и распространение телефонной связи сделало дозорную службу неэффективной. Последняя из таких построек в Москве — на Ленинградском проспекте у станции метро Сокол. Пожарные депо современной постройки нередко оборудуются рукавными башнями, не несущими дозорных функций, в которых размещается сушильное оборудование для пожарных рукавов.
В странах, подверженных лесным пожарам (США, Австралия, Япония и др.), распространены дозорные башни для наблюдения за лесными массивами. Такие башни устанавливаются на господствующих высотах, комплектуются простыми геодезическими приборами для определения места возгорания и средствами связи с удалёнными пожарными частями. Конструктивно, башни могут использовать каркасы старых водонапорных башен, ветрогенераторов или строиться по уникальным проектам. Самая высокая башня такого рода — Warren Bicentennial Tree Lookout в Австралии, 69 м. C учётом высоты местности, самая высокая наблюдательная точка — Fairview Peak в штате Колорадо, США — 4028 м над уровнем моря.

## Парковые каланчи
Каланча «Под флагом» в Пятигорске была сооружена в 1840 братьями Бернардацци на обзорной площадке Горячей горы и некоторое время совмещала и дозорные, и развлекательные функции. Названием каланча была обязана российскому флагу, поднимаемому в часы работы казённых ванн. Часовой, помимо наблюдения за южными подступами к горе, отбивал часы в колокол, повторяя бой церковных колоколов для посетителей курорта «во избежание всяких недоразумений насчёт времени пользования ваннами». После ряда перестроек башня, именовавшаяся то «Грибом», то «Бель-Вю», была уничтожена во время Гражданской войны.